# Низи-ле-Конт
Низи-ле-Конт (фр. Nizy-le-Comte) — коммуна во Франции, находится в регионе Пикардия. Департамент коммуны — Эна. Входит в состав кантона Гиньикур. Округ коммуны — Лан.
Код INSEE коммуны — 02553.

## Население
Население коммуны на 2010 год составляло 257 человек.
| 1962 | 1968 | 1975 | 1982 | 1990 | 1999 | 2010 |
| ---- | ---- | ---- | ---- | ---- | ---- | ---- |
| 401  | 363  | 293  | 277  | 268  | 250  | 257  |

## Экономика
В 2010 году среди 157 человек трудоспособного возраста (15—64 лет) 116 были экономически активными, 41 — неактивными (показатель активности — 73,9 %, в 1999 году было 60,9 %). Из 116 активных жителей работали 90 человек (56 мужчин и 34 женщины), безработных было 26 (11 мужчин и 15 женщин). Среди 41 неактивных 9 человек были учениками или студентами, 10 — пенсионерами, 22 были неактивными по другим причинам.